# Vinvin
Vinvin, de son vrai nom Cyrille de Lasteyrie du Saillant de Comborn de Saint-Viance, né le 20 décembre 1969 à Suresnes, est un auteur, producteur, animateur et blogueur français. 
Le pseudonyme « Vinvin » apparaît pour la première fois en 2005 avec son blog, 20 sur 20, dans lequel il donne une note à tous les événements de sa vie. 
D'octobre 2011 à février 2012, Vinvin coprésente avec l'humoriste François Rollin l'émission Le Grand Webzé, en direct sur France 5. Du 14 octobre 2012 au 26 mai 2013, il présente sur la même chaîne Le Vinvinteur.

## Biographie
Cyrille de Lasteyrie est diplômé en Histoire (Licence à Paris X) et en Marketing (Master à l'ESC Toulouse). Il fait son service militaire au régiment d'infanterie de marine du Pacifique - Polynésie (RIMaP-P) en 1994.
Il commence sa carrière de créatif en 1995 comme concepteur rédacteur au sein du Groupe Publicis, d'abord chez Publicis Direct, puis Directis. Il crée ensuite sa propre agence de communication en 1999, l'agence Sidièse. 
En 2005 il se lance dans la production audiovisuelle et crée sa société Vinvin Entertainment. C'est là qu'il conçoit et interprète la web-série Bonjour America, 46 épisodes qui le font connaitre en France et aux États-Unis. Dans le même temps, il tient son blog intitulé 20 sur 20, dans lequel il donne une note sur 20 à tous les événements de l'existence. 
En 2007, il rejoint à San Francisco l'entrepreneur français Loïc Le Meur qu'il accompagne dans la création de Seesmic, un outil de gestion de réseaux sociaux. Il revient en France en 2009 et dirige le service Internet Hellotipi, une plateforme de partage en ligne, sécurisée, pour les familles. 
En 2010, il crée la société de production audiovisuelle StoryCircus, dont il partage la direction avec deux associés, Henri Poulain et Hervé Jacquet. Avec StoryCircus, Vinvin produit des documentaires, des web séries et des programmes pour la télévision, dont Le Grand Webzé, qu'il coanime avec François Rollin, une fois par mois sur France 5, d'octobre 2011 à février 2012.
D'octobre 2012 à mai 2013, il présente sur la même chaîne Le Vinvinteur.
De septembre 2013 à février 2014, Vinvin est chroniqueur pour Médias, le magazine sur France 5
En 2014, il joue à la Comédie des Trois Bornes la pièce À mon cher moi, écrite par lui et mise en scène par Michèle Laroque.
En 2015, il joue au Grand Point Virgule la conférence humoristique Et il est où le bonheur ? (DTC) en compagnie de Stéphanie Jarroux.

## Productions web et TV
- 2005-2012 : Les vidéos du samedi matin
- 2006-2007 : Bonjour America
- 2007 : Le télépathe pour Canal+ Mobile
- 2007 : Le Festival de Cannes pour Canal+ Mobile et Nokia
- 2007 : La boutique de Michelle et Michelle. Série pour M6 (auteur)
- 2008 : The seesmic café / The Great Village / Seesmix (États-Unis)
- 2009 : Interview de John Cleese[8]
- 2009 : Web série Off Air pour Hellotipi
- 2010 : Clôture de la conférence TEDx Paris (conférencier)

### Avec StoryCircus
- 2010 : Web série On lâche rien pour NRJ12 et multidiffusion web (auteur, comédien et producteur)
- 2010 : Web série J'en crois pas mes yeux (multi sponsorisée) (auteur, comédien et producteur)
- 2011 : United States of Airnadette, Mockumentaire pour Canal+ (producteur)
- 2011 : Introduction de la conférence TEDx Paris (conférencier)
- 2011 : Web série J'en crois pas mes yeux 2[9] (multi sponsorisée) (auteur, comédien et producteur)
- 2011 : TEDx, documentaire pour Canal+ (animateur, producteur)
- 2011-2012 : Le Grand Webzé, magazine de divertissement pour France 5[10]. (concepteur, auteur, animateur, producteur)
- 2012-2013 : Le Vinvinteur pour France 5

### Théâtre
- 2014 : A mon cher moi, one man show mis en scène par Michèle Laroque[11].
- 2015 : Et il est où le bonheur ? (DTC) au Grand Point Virgule
- 2018 : Bullshit thérapie.

## Publications
- 2006 : Kelkoo, ils ont réussi la start-up, avec Julien Codorniou, Éditions Village Mondial  (ISBN 978-2744061950)
- 2012 : « Je me suis désintoxiqué de Twitter chez les moines », Clés, no 75, février - mars 2012